# هاندلي بيج هايفورد
هاندلي بيج هايفورد  (بالإنجليزية: Handley Page Heyford)‏ هي قاذفة قنابل أنتجت في 1933 ببريطانيا. من صناعة هاندلي بيج. كانت تستخدم بشكل أساسي من قبل سلاح الجو الملكي. كان أول طيران لها في 12 يونيو 1930. دخلت الخدمة في 1934، انتهت خدمتها في 1941. صنع منها 125 طائرة.